# Alexander von Zemlinsky
Alexander von Zemlinsky (født 4. oktober 1871, død 16. marts 1942) var en østrigsk komponist og dirigent, han emigrerede i 1938 til USA.
Han har skrevet flere operaer, bl.a. Es war einmal (der var engang) efter Holger Drachmanns skuespil, samt musik til mange sange, 4 symfonier, (hvoraf den første kun er et fragment), orkesterværker og balletmusik, .

## Udvalgte værker
- Symfoni (i E-mol)  (1891) (fragment) - for orkester
- Symfoni nr. 1  (i D-mol)  (1892) - for orkester
- Symfoni nr. 2  (i H-dur)  (1897) - for orkester
- Symfoni nr. 2 "Lyrisk" (1922-1924) - for sopran, baryton og orkester
- Sinfonietta (1934-1935) - for orkester
- "Havfruen" (1902-1905) - (fantasi) - for orkester
- "Der var engang" (1897-1899) - opera